# Alajuela
Alajuela è un distretto della Costa Rica che sorge a meno di 20 km dalla capitale San José, alla cui area metropolitana può essere ascritta. È capoluogo dell'omonima provincia e del cantone che porta lo stesso nome. È inoltre sede dell'Aeroporto internazionale Juan Santamaría, intitolato al noto eroe costarricense cui la città ha dato i natali nel 1831.

## Geografia fisica

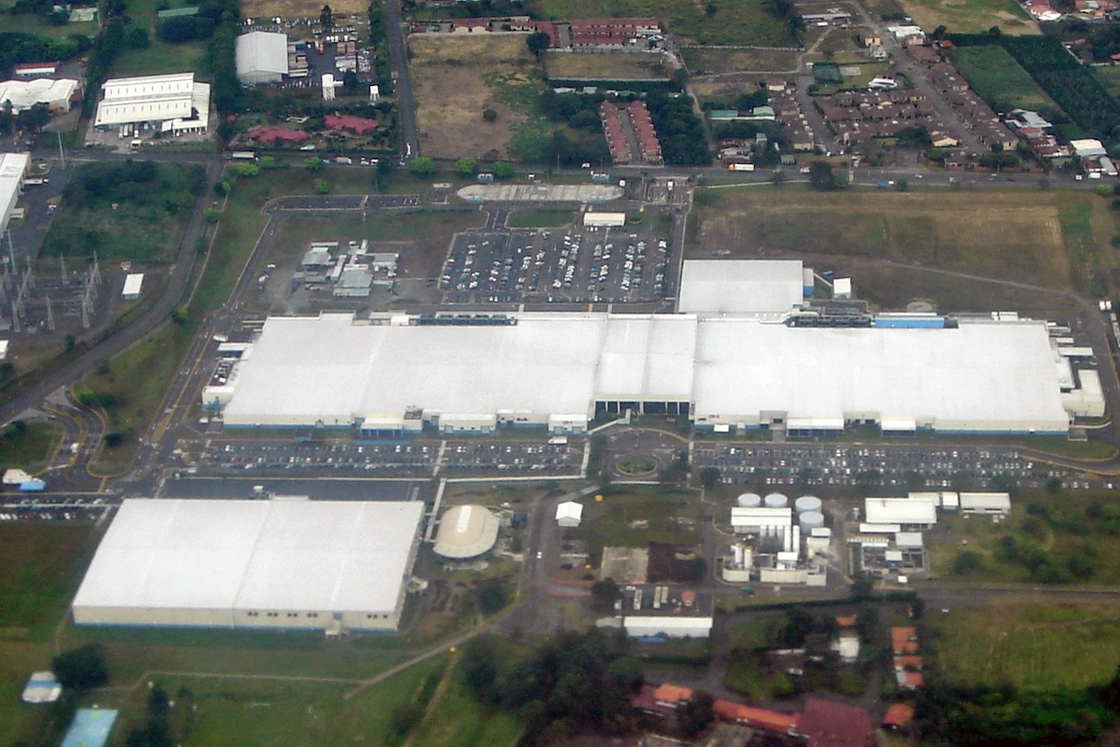
Stabilimento Intel di Alajuela

Alajuela sorge a 952 metri sul livello del mare nel cuore della Valle Centrale, l'altopiano che attraversa diagonalmente la Costa Rica. Si trova ai piedi del vulcano Poás (2704 metri). La città è capoluogo della provincia di Alajuela, una delle più vaste del Paese, estendendosi dalle porte della capitale fino al confine col Nicaragua. Tra le città costaricane Alajuela gode della reputazione di essere dotata di un clima particolarmente benevolo. Vista l'altitudine sensibilmente più bassa rispetto a quella dell'area urbana di San José e di tante altre città della Valle Centrale, è una delle città più calde della regione.

## Storia
Il nome originario del territorio corrispondente alla città attuale era La Lajuela, comparso per la prima volta in forma scritta nel 1650, quando i primi coloni spagnoli penetrarono in questa zona della Costa Rica.
Per decenni La Lajuela non costituì che un piccolo agglomerato di case di contadini e allevatori, tant'è che la fondazione della città viene fatta corrispondere alla costruzione della prima chiesa, nel 1782. Negli anni a venire l'abitato crebbe discretamente, fino a ottenere il riconoscimento del titolo di città (1813), per effetto della costituzione varata il maggio precedente dal parlamento spagnolo di Cadice. Dopo la costruzione del palazzo del municipio, sempre nel 1813, il borgo venne nominato Villa Hermosa, per poi mutare nome in San Juan Nepomuceno de Alajuela. Il nome attuale venne invece ufficializzato nel 1824. Alajuela è celebre per essere la città natale di Juan Santamaría, un ragazzo di umili origini arruolatosi nell'esercito come tamburino e poi diventato eroe nazionale. Il Paese, a quel tempo, era minacciato da un esercito di avventurieri provenienti da nord, guidati da William Walker, un mercenario statunitense che inseguiva il sogno di instaurare un impero personale nel Centro America. Santamaría, con un atto eroico, favorì la vittoria dei costaricani, pagando con la vita la riuscita di un'impresa di sabotaggio, che viene ricordata come la battaglia della Hacienda Santa Rosa. L'11 aprile - anniversario della sua uccisione - è il Giorno di Juan Santamaría, in cui si celebra l'eroe nazionale con feste e sfilate.

## Luoghi d'interesse
Alajuela, che ospita l'aeroporto principale della Costa Rica, è un punto di riferimento per i turisti che intendono compiere escursioni nella regione della Valle Centrale. La città è infatti dotata di buone attrezzature terziarie, e spesso viene preferita alla capitale per la sua atmosfera tranquilla e genuina. Da Alajuela sono facilmente raggiungibili alcuni siti di particolare interesse, come il vulcano Poás (2704 metri), un grande allevamento di farfalle e le immense piantagioni di caffè Doka, aperte al pubblico in Sabanilla. Un evento che richiama molte persone ad Alajuela è l'importante mercato agricolo che si tiene ogni venerdì sera e sabato mattina, in occasione del quale si possono acquistare opere di artigianato locale o ascoltare la musica tradizionale della Costa Rica.